# Strychnos gnetifolia
Strychnos gnetifolia är en tvåhjärtbladig växtart som beskrevs av Ernest Friedrich Gilg, Onochie och Hepper. Strychnos gnetifolia ingår i släktet Strychnos och familjen Loganiaceae. Inga underarter finns listade i Catalogue of Life.